# Mayer (Arizona)
Mayer è una località degli Stati Uniti d'America, situata nella contea di Yavapai, nello Stato dell'Arizona.